# Bretagne Magazine (1998)
Pour les articles homonymes, voir Bretagne Magazine.
Bretagne Magazine est une revue à périodicité bimestrielle éditée par Milan Presse et le Groupe Télégramme. Six numéros sont publiés par an, ainsi que des numéros thématiques hors-série. Il a pour thème la nature & les territoires et concerne la Bretagne.